# Блано (Саона и Лоара)
Блано (фр. Blanot) насеље је и општина у источном делу централне Француске у региону Бургоња, у департману Саона и Лоара која припада префектури Макон.
По подацима из 2011. године у општини је живело 160 становника, а густина насељености је износила 13,89 становника/km². Општина се простире на површини од 11,52 km². Налази се на средњој надморској висини од 579 метара (максималној 576 m, а минималној 265 m).

## Демографија
| 1962. | 1968. | 1975. | 1982. | 1990. | 1999. | 2011. |
| ----- | ----- | ----- | ----- | ----- | ----- | ----- |
| 123   | 143   | 139   | 167   | 141   | 142   | 160   |

График промене броја становника у току последњих година